# مجموعة هانتز
مجموعة هانتز  (بالإنجليزية: Hantz Group)‏ هي شركة تقدم مجموعة خدمات مالية وتجارية في الولايات المتحدة أسسها رجل الأعمال جون هانتز.  تعمل الشركة في ميشيغان وأوهايو ، مع عروض خدماتية أهمها الخدمات المصرفية ، التأمين ضد الحوادث والتخطيط المالي وخطط التأمين الصحي وخطط التقاعد ، و التخطيط العقاري والخدمات الضريبية. كما أنها تدير قسم الزراعة في مزارع هانتز. يقع مقرها في ساوثفيلد بولاية ميشيغان.